# Souvenirs d'enfance et de jeunesse

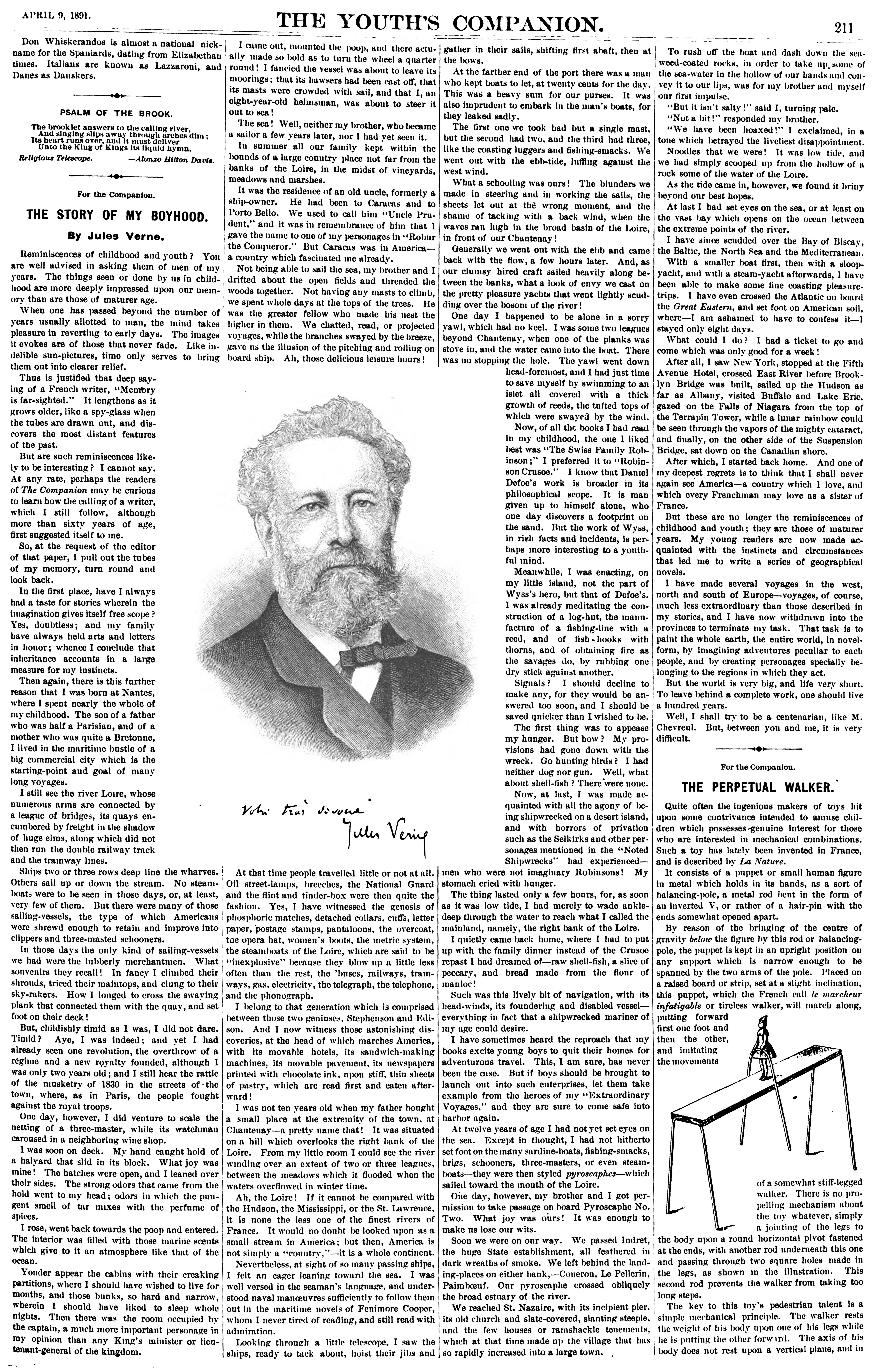
Traduction anglaise du récit de Verne paru dans "Youth's Companion" en 1891

Souvenirs d'enfance et de jeunesse est un récit autobiographique écrit par Jules Verne, sans doute vers 1890. À la demande de Théodore Stanton, journaliste américain et correspondant de l'agence Associated Press à Paris, l'auteur lui confie son manuscrit. La traduction anglaise paraît le 9 avril 1891 à Boston sous le titre The Story of my Boyhood.
Verne joint ce titre à d'autres nouvelles dont il envisage la parution dans un volume. Il en parle à Louis-Jules Hetzel, qui rechigne à publier l'ouvrage, ne tenant pas, comme son père, à intégrer des nouvelles au cycle des Voyages extraordinaires.
L'auteur, ayant confié à Stanton une mise au net de son texte, en conserve le manuscrit.
Sur la première page est inscrite la liste des nouvelles que Verne essaie d'imposer à son éditeur. Outre Souvenirs d'enfance et de jeunesse, il note d'autres titres : La Famille Raton, M. RM. Ré-Dièze et Mlle Mi-Bémol ou Le Comte de Chanteleine.
En 1931, le manuscrit, composé de 8 feuillets numérotés de la main de Verne, est acheté à Londres dans une vente publique par la Fondation Martin Bodmer. Celle-ci en autorise la parution dans un numéro des Cahiers de L'Herne, consacré à Verne.

## Éditions
- The Story of my Boyhood. Traduction anglaise parue dans The Youth's Companion. 1891.
- Cahiers de L'Herne no 25, présentation de Pierre-André Touttain, 1974, p. 57-62
- Bulletin de la Société Jules Verne no 89, 1er trimestre 1989.
- in Contes et nouvelles de Jules Verne, Éditions Ouest-France, 2000[6].
- Bulletin de la Société Jules Verne no 151, 3e trimestre 2004.